# Курильчук, Дарья Викторовна
Дарья Викторовна Курильчук (род. 14 февраля 1998 года) — российская профессиональная баскетболистка, играет на позиции защитника за баскетбольный клуб «Самара» (с 2021 года). Бронзовый призёр Кубка России (2024 год).

## Карьера

### Клубная
Родилась 14 февраля 1998 года в Самаре, в семье баскетболистов мастера спорта международного класса Виктора Курильчука и баскетболистки Марины Курильчук.
Первые шаги в баскетбольной элитной Премьер-лиге — высшем дивизионе российского женского баскетбола Дарья делала в «Спарте энд К» в Видном. Выступала за молодёжный и основной составы до 2020 года.
Сезон 2020/2021 года провела в красноярском «Енисее».
С 2021 года игрок БК «Самара». В составе этого клуба стала бронзовым призёром Кубка России в 2024 году.
В 2020 году завершила обучение на факультете физвоспитания Самарского государственного социально-педагогического университета.

### Сборная
Приглашалась в различные молодёжные сборные страны для участия в международных соревнованиях. Бронзовый призер чемпионата Европы U18 (2016 год). Чемпион Европы U16 (2014 год). Чемпион мира U19 (2017 год).
В составе первой национальной сборной России принимала участие в Евробаскете-2021. Участвовала в матчах Лиги наций U23 по баскетболу 3х3.

## Достижения
Клубы
- Серебряный призер первенства ДЮБЛ (2014, 2015).
- Победитель молодежного чемпионата России (2015).
- Бронзовый призер Кубка России (2024).